# L'assalto al treno postale
L'assalto al treno postale (Wyoming Mail) è un film del 1950 diretto da Reginald Le Borg.
È un film western statunitense con Stephen McNally, Alexis Smith e Howard Da Silva.

## Produzione
Il film, diretto da Reginald Le Borg su una sceneggiatura di Harry Essex e Leonard Lee e un soggetto di Robert Hardy Andrews, fu prodotto da Aubrey Schenck per la Universal International Pictures e girato in California dal 4 maggio al 5 giugno 1950.

## Distribuzione
Il film fu distribuito con il titolo Wyoming Mail negli Stati Uniti dal 10 ottobre 1950 al cinema dalla Universal Pictures.
Altre distribuzioni:
- nel Regno Unito il 20 novembre 1950
- in Australia il 28 dicembre 1950
- in Svezia il 30 aprile 1951 (Då lagen var maktlös)
- in Finlandia il 14 dicembre 1951 (Laki oli voimaton)
- in Francia il 25 gennaio 1952 (Dangereuse mission)
- in Giappone l'8 maggio 1952
- in Portogallo il 31 luglio 1952 (Agente Secreto)
- in Belgio (Bijzondere opdracht e Mission spéciale)
- in Brasile (A Ferro e a Fogo e A Fogo e Sangue)
- in Spagna (El correo de la muerte)
- in Grecia (O kryfos polemos)
- in Italia (L'assalto al treno postale)

## Promozione
La tagline è: THE TRAIN ROBBERY THAT SHOOK THE WEST!.